# Championnats d'Europe de cyclisme sur piste 2015
Navigation
Baie-Mahault 2014 Saint-Quentin-en-Yvelines 2016

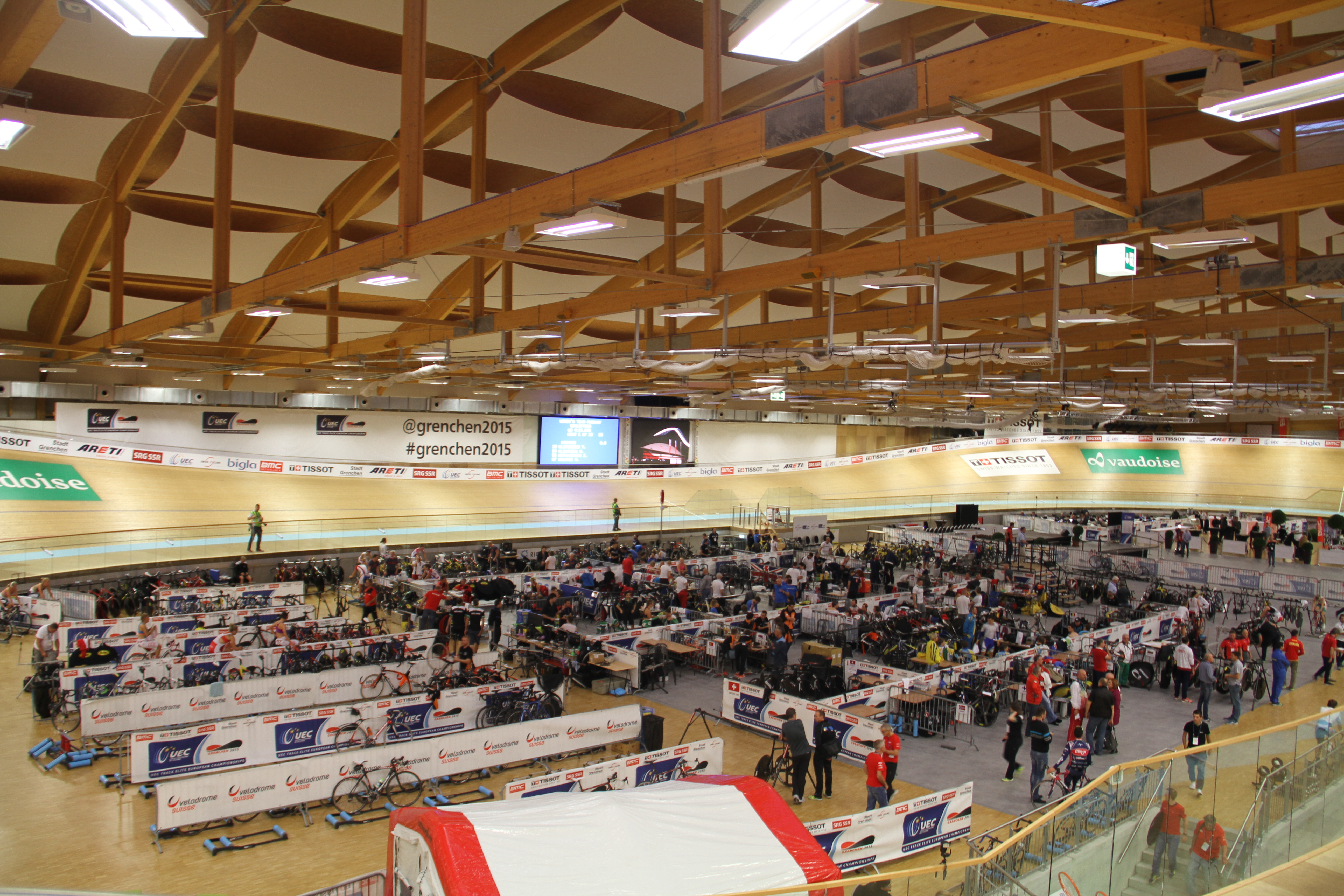
L'intérieur du Vélodrome suisse durant les Championnats.

Les championnats d'Europe de cyclisme sur piste 2015 ont lieu du 14 au 18 octobre 2015 sur le Vélodrome suisse à Granges en Suisse. Ils sont organisés par l'Union européenne de cyclisme. Les championnats d'Europe sont parmi les dix épreuves octroyant des points pour de la qualification pour les Jeux olympiques d'été de 2016 à Rio de Janeiro. 
Les 10 épreuves olympiques (vitesse, vitesse par équipes, keirin, poursuite par équipes et omnium  pour les hommes et les femmes), ainsi que onze autres épreuves sont au programme de ces championnats d'Europe. Pour la première fois, la course à l'élimination fait son apparition comme épreuve à part entière et décerne un titre européen.
Les championnats d'Europe pour les juniors et les espoirs ont lieu du 14 au 19 juillet à Athènes en Grèce.

## Programme
Programme des finales.
| Date                | Finales hommes                                                    | Finales femmes                                                 |
| ------------------- | ----------------------------------------------------------------- | -------------------------------------------------------------- |
| Mercredi 14 octobre | NC                                                                | NC                                                             |
| Jeudi 15 octobre    | Vitesse par équipes, Poursuite par équipes, Scratch               | Vitesse par équipes, Poursuite par équipes, Course aux points  |
| Vendredi 16 octobre | Vitesse individuelle, Course aux points                           | Scratch, Vitesse individuelle                                  |
| Samedi 17 octobre   | Kilomètre, Course à l'élimination, Poursuite individuelle, Omnium | 500 mètres                                                     |
| Dimanche 18 octobre | Keirin, Américaine                                                | Keirin, Poursuite individuelle, Omnium, Course à l'élimination |

## Résultats

### Épreuves masculines
| Épreuves               | Or | Or       | Argent                                                     | Argent   | Bronze | Bronze           |
| ---------------------- | --- | -------- | ---------------------------------------------------------- | -------- | --- | ---------------- |
| Kilomètre              | Jeffrey Hoogland                                                                                       | 1:00.350 | Joachim Eilers                                             | 1:00.569 | Robin Wagner | 1:01.057         |
| Keirin                 | Pavel Kelemen                                                                                          |          | François Pervis                                            |          | Denis Dmitriev |                  |
| Vitesse individuelle   | Jeffrey Hoogland                                                                                       |          | Max Niederlag                                              |          | Damian Zieliński                                                                                                  |                  |
| Vitesse par équipes    | Pays-Bas Nils van 't Hoenderdaal Jeffrey Hoogland Hugo Haak                                            | 43.232   | Pologne Grzegorz Drejgier Rafał Sarnecki Krzysztof Maksel  | 43.358   | Allemagne Joachim Eilers Max Niederlag Robert Forstemann Maximilian Levy                                          | 43.210           |
| Poursuite individuelle | Stefan Küng                                                                                            | 4:14.992 | Domenic Weinstein                                          | 4:17.775 | Dion Beukeboom | 4:21.669         |
| Poursuite par équipes  | Grande-Bretagne Jonathan Dibben Owain Doull Andrew Tennant Bradley Wiggins Steven Burke Matthew Gibson | 3:55.243 | Suisse Silvan Dillier Stefan Küng Frank Pasche Thery Schir | 3:57.245 | Danemark Lasse Norman Hansen Daniel Hartvig Casper Philip Pedersen Rasmus Christian Quaade Mathias Moller Nielsen | 3:57.930         |
| Course aux points      | Wojtek Pszczolarski                                                                                    | 24 pts   | Benjamin Thomas                                            | 21 pts   | Claudio Imhof | 19 pts           |
| Américaine             | Espagne Sebastián Mora Albert Torres Barcelo                                                           | 12 pts   | Russie Mikhail Radionov Andrey Sazanov                     | 0 pt     | France Morgan Kneisky Bryan Coquard                                                                               | 24 pts (-1 tour) |
| Scratch                | Sebastián Mora                                                                                         |          | Tristan Marguet                                            |          | Adrian Tekliński                                                                                                  |                  |
| Omnium                 | Elia Viviani                                                                                           | 191 pts  | Lasse Norman Hansen                                        | 191 pts  | Jonathan Dibben                                                                                                   | 188 pts          |
| Course à l'élimination | Bryan Coquard                                                                                          |          | Simone Consonni                                            |          | Christopher Latham                                                                                                |                  |

### Épreuves féminines
| Épreuves               | Or                                                                                   | Or          | Argent | Argent   | Bronze                                                                               | Bronze   |
| ---------------------- | ------------------------------------------------------------------------------------ | ----------- | --- | -------- | ------------------------------------------------------------------------------------ | -------- |
| 500 mètres             | Anastasiia Voinova                                                                   | 32.794 (RM) | Elis Ligtlee | 33.561   | Daria Shmeleva                                                                       | 33.842   |
| Keirin                 | Elis Ligtlee                                                                         |             | Virginie Cueff |          | Ekaterina Gnidenko                                                                   |          |
| Vitesse individuelle   | Elis Ligtlee                                                                         |             | Anastasiia Voinova                                                                                                   |          | Kristina Vogel                                                                       |          |
| Vitesse par équipes    | Russie Anastasiia Voinova Daria Shmeleva                                             | 32.443      | Allemagne Miriam Welte Kristina Vogel                                                                                | 33.013   | Pays-Bas Laurine van Riessen Elis Ligtlee                                            | 33.091   |
| Poursuite individuelle | Katie Archibald                                                                      | 3:32.832    | Élise Delzenne | 3:37.331 | Ciara Horne                                                                          | 3:35.288 |
| Poursuite par équipes  | Grande-Bretagne Laura Trott Katie Archibald Elinor Barker Joanna Rowsell Ciara Horne | 4:17.010    | Russie Gulnaz Badykova Tamara Balabolina Aleksandra Chekina Maria Savitskaya Evgenia Romanyuta Aleksandra Goncharova | rejoint  | Biélorussie Katsiaryna Piatrouskaya Polina Pivavarava Ina Savenka Marina Shmayankova | 4:32.595 |
| Course aux points      | Katarzyna Pawłowska                                                                  | 46 pts      | Élise Delzenne | 35 pts   | Stephanie Pohl                                                                       | 32 pts   |
| Scratch                | Laura Trott                                                                          |             | Kirsten Wild |          | Roxane Fournier                                                                      |          |
| Omnium                 | Laura Trott                                                                          | 231 pts     | Amalie Dideriksen | 195 pts  | Aušrinė Trebaitė                                                                     | 185 pts  |
| Course à l'élimination | Katie Archibald                                                                      |             | Annalisa Cucinotta                                                                                                   |          | Irene Usabiaga                                                                       |          |

## Tableau des médailles

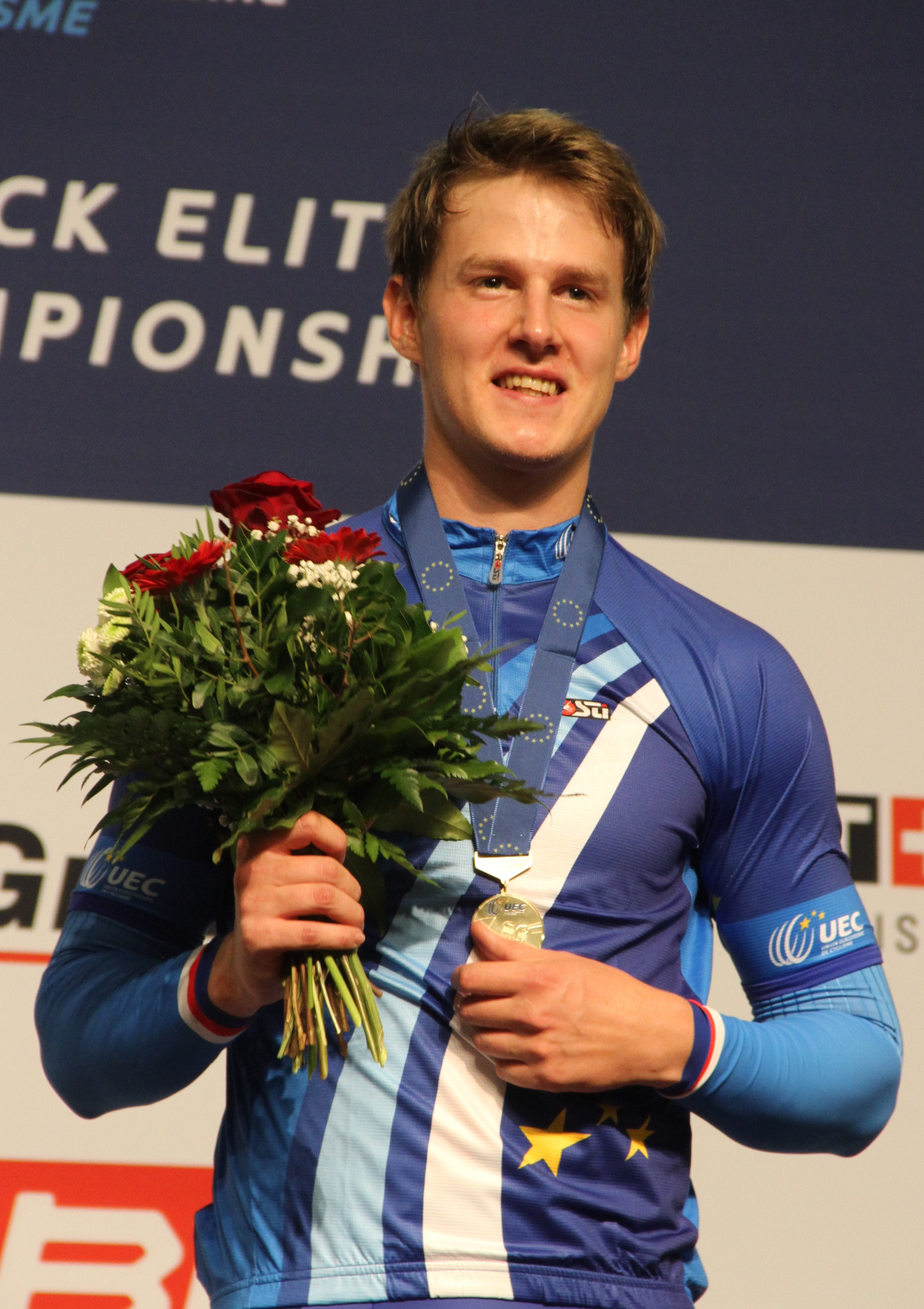
Le Tchèque Pavel Kelemen, l'un des champions d'Europe.

| Rang  | Nation          | Or | Argent | Bronze | Total |
| ----- | --------------- | -- | ------ | ------ | ----- |
| 1     | Grande-Bretagne | 6  | 0      | 3      | 9     |
| 2     | Pays-Bas        | 5  | 2      | 2      | 9     |
| 3     | Russie          | 2  | 3      | 3      | 8     |
| 4     | Pologne         | 2  | 1      | 2      | 5     |
| 5     | Espagne         | 2  | 0      | 1      | 3     |
| 6     | France          | 1  | 5      | 2      | 8     |
| 7     | Suisse          | 1  | 2      | 1      | 4     |
| 8     | Italie          | 1  | 2      | 0      | 3     |
| 9     | Tchéquie        | 1  | 0      | 1      | 2     |
| 10    | Allemagne       | 0  | 4      | 3      | 7     |
| 11    | Danemark        | 0  | 2      | 1      | 3     |
| 12    | Biélorussie     | 0  | 0      | 1      | 1     |
| 12    | Lituanie        | 0  | 0      | 1      | 1     |
| Total | Total           | 21 | 21     | 21     | 63    |